# Skeletocutis
Skeletocutis is een geslacht van schimmels behorend tot de familie Incrustoporiaceae. De typesoort is de witwollige dennenzwam (Skeletocutis amorpha).

## Soorten
Volgens Index Fungorum telt het geslacht 66 soorten (peildatum augustus 2023):
| Soortnaam                                        | Auteur(s)                             | Publicatiejaar |
| ------------------------------------------------ | ------------------------------------- | -------------- |
| Skeletocutis africana                            | Ryvarden & P. Roberts                 | 2006           |
| Skeletocutis afrochrysella                       | Ryvarden                              | 2019           |
| Skeletocutis afronivea                           | Ryvarden                              | 2018           |
| Skeletocutis albocremea                          | A. David                              | 1982           |
| Skeletocutis albomarginata                       | (Zipp. ex Lév.) Rui Du & Y.C. Dai     | 2020           |
| Skeletocutis alutacea                            | (J. Lowe) Jean Keller                 | 1979           |
| Skeletocutis amorpha (Witwollige dennenzwam)     | (Fr.) Kotl. & Pouzar                  | 1958           |
| Skeletocutis australis                           | Rajchenb.                             | 1988           |
| Skeletocutis azorica                             | (D.A. Reid) Jülich                    | 1982           |
| Skeletocutis bambusicola                         | L.W. Zhou & W.M. Qin                  | 2012           |
| Skeletocutis bicolor                             | (Lloyd) Ryvarden                      | 1992           |
| Skeletocutis brunneomarginata                    | Ryvarden                              | 2009           |
| Skeletocutis calida                              | Miettinen & A. Korhonen               | 2018           |
| Skeletocutis cangshanensis                       | B.K. Cui & Shun Liu                   | 2023           |
| Skeletocutis carneogrisea (Grauwroze dennenzwam) | A. David                              | 1982           |
| Skeletocutis coprosmae                           | (G. Cunn.) A. Korhonen & Miettinen    | 2018           |
| Skeletocutis cummata                             | A. Korhonen & Miettinen               | 2018           |
| Skeletocutis delicata                            | Niemelä & Miettinen                   | 2018           |
| Skeletocutis diluta                              | (Rajchenb.) A. David & Rajchenb.      | 1992           |
| Skeletocutis exilis                              | Miettinen & Niemelä                   | 2018           |
| Skeletocutis falsipileata                        | (Corner) T. Hatt.                     | 2002           |
| Skeletocutis fimbriata                           | Juan Li & Y.C. Dai                    | 2008           |
| Skeletocutis friata                              | Niemelä & Saaren.                     | 2001           |
| Skeletocutis futilis                             | Miettinen & A. Korhonen               | 2018           |
| Skeletocutis grandispora                         | Ryvarden                              | 2019           |
| Skeletocutis hymeniicola                         | (Murrill) Ryvarden                    | 2023           |
| Skeletocutis impervia                            | Miettinen & A. Korhonen               | 2018           |
| Skeletocutis indica                              | (Ganesh & Ryvarden) Rui Du & Y.C. Dai | 2020           |
| Skeletocutis inflata                             | B.K. Cui                              | 2013           |
| Skeletocutis ipuletii                            | Miettinen & A. Korhonen               | 2018           |
| Skeletocutis krawtzewii                          | (Pilát) Kotl. & Pouzar                | 1991           |
| Skeletocutis kuehneri (Boordloze dennenzwam)     | A. David                              | 1982           |
| Skeletocutis lepida                              | A. Korhonen & Miettinen               | 2018           |
| Skeletocutis lilacina                            | A. David & Jean Keller                | 1984           |
| Skeletocutis luteola                             | B.K. Cui & Y.C. Dai                   | 2008           |
| Skeletocutis microcarpa                          | Ryvarden & Iturr.                     | 2003           |
| Skeletocutis mopanshanensis                      | C.L. Zhao                             | 2017           |
| Skeletocutis nemoralis                           | A. Korhonen & Miettinen               | 2018           |
| Skeletocutis nivea (Kleine kaaszwam)             | (Jungh.) Jean Keller                  | 1979           |
| Skeletocutis niveicolor                          | (Murrill) Ryvarden                    | 1985           |
| Skeletocutis nothofagi                           | Rajchenb.                             | 1979           |
| Skeletocutis novae-zelandiae                     | (G. Cunn.) P.K. Buchanan & Ryvarden   | 1988           |
| Skeletocutis ochroalba                           | Niemelä                               | 1985           |
| Skeletocutis percandida                          | (Malençon & Bertault) Jean Keller     | 1979           |
| Skeletocutis perennis                            | Ryvarden                              | 1986           |
| Skeletocutis polyporicola                        | Ryvarden & Iturr.                     | 2011           |
| Skeletocutis pseudoamorpha                       | Ryvarden                              | 2018           |
| Skeletocutis pseudo-odora                        | L.F. Fan & Jing Si                    | 2017           |
| Skeletocutis roseola                             | (Rick ex Theiss.) Rajchenb.           | 1987           |
| Skeletocutis sajanensis                          | (Parmasto) Rui Du & Y.C. Dai          | 2020           |
| Skeletocutis semipileata                         | (Peck) Miettinen & A. Korhonen        | 2018           |
| Skeletocutis stellae                             | (Pilát) Jean Keller                   | 1979           |
| Skeletocutis stramentica                         | (G. Cunn.) Rajchenb.                  | 1995           |
| Skeletocutis subalbomarginata                    | Rui Du & Y.C. Dai                     | 2020           |
| Skeletocutis subchrysella                        | B.K. Cui & Shun Liu                   | 2023           |
| Skeletocutis subincarnata (Vaalroze dennenzwam)  | (Peck) Jean Keller                    | 1979           |
| Skeletocutis subodora                            | Vlasák & Ryvarden                     | 2012           |
| Skeletocutis substellae                          | Y.C. Dai                              | 2011           |
| Skeletocutis subvulgaris                         | Y.C. Dai                              | 1998           |
| Skeletocutis tschulymica                         | (Pilát) Jean Keller                   | 1979           |
| Skeletocutis ugandensis                          | Ryvarden                              | 2019           |
| Skeletocutis unguina                             | Miettinen & A. Korhonen               | 2018           |
| Skeletocutis uralensis                           | (Pilát) Kotl. & Pouzar                | 1990           |
| Skeletocutis vietnamensis                        | Rui Du & X.H. Ji                      | 2019           |
| Skeletocutis yuchengii                           | Miettinen & A. Korhonen               | 2018           |
| Skeletocutis yunnanensis                         | L.S. Bian, C.L. Zhao & F. Wu          | 2016           |